# St. Jude Medical
St. Jude Medical est une entreprise spécialisée dans le matériel médical, basée à Saint Paul aux États-Unis.

## Histoire
En juillet 2015, St. Jude Medical acquiert pour 3,4 milliards de dollars Thoratec, spécialisée dans le matériel médical cardiaque. 
En avril 2016, Abbott annonce l'acquisition de St. Jude Medical pour 25 milliards de dollars, pour renforcer ses activités dans la cardiologie.